# Яменська сільська рада
Яменська сільська рада — колишній орган місцевого самоврядування у Троїцькому районі Луганської області з адміністративним центром у с. Ями.

## Загальні відомості
Історична дата утворення: в 1995 році.

## Історія
Луганська обласна рада рішенням від 21 серпня 2013 року перейменувала Яминську сільську раду на Яменську.

## Населені пункти
Сільській раді підпорядковані населені пункти:
- с. Ями
- с. Караїчне
- с. Клинуватка
- с. Коченове

## Склад ради
Рада складається з 12 депутатів та голови.